# Comarca de Haro
A Comarca de Haro, La Rioja, (Espanha), na região da Rioxa Alta, dentro da zona do Vale.
Número de municípios: 26
Superfície: 444,86 {\displaystyle Km^{2}}
População (2009): 21.368 habitantes
Densidade demográfica: 48,14 hab/{\displaystyle Km^{2}}
Latitude: 42º 33' 41" norte
Longitude: 2º 53' 58" oeste
Altitude: 561,42 msnm

## Municípios da comarca
Ábalos, Anguciana, Briñas, Briones, Casalarreina, Cellorigo, Cidamón, Cihuri, Cuzcurrita de Río Tirón, Foncea, Fonzaleche, Galbárruli, Gimileo, Haro, Ochánduri, Ollauri, Rodezno, Sajazarra, San Asensio, San Millán de Yécora, San Torcuato, San Vicente de la Sonsierra, Tirgo, Treviana, Villalba de Rioja, Zarratón.